# Alexandre de Rhodes
Alexandre de Rhodes, S.J.  (Avinhão, 15 de março de 1591 – Ispaão, 5 de novembro de 1660) foi um missionário jesuíta e lexicógrafo francês, que teve um impacto duradouro no cristianismo do Vietname durante os séculos XVI e XVII. É o autor do Dictionarium Annamiticum Lusitanum et Latinum, o primeiro dicionário trilingue escrito em vietnamita, português e latim, que fora publicado em Roma, em 1651.

## Vida
Alexandre de Rhodes nasceu em Avinhão, Estados Papais (na atual França). Segundo algumas fontes, ele possuía ascendência judaica. Tornou-se noviço da Companhia de Jesus a 24 de abril de 1612 em Roma, tendo dedicado sua vida ao trabalho missionário. Em 1624, foi enviado para as Índias, onde embarcou à Cochinchina com o companheiro jesuíta Girolamo Maiorica (também conhecido como Jerónimo Maiorica), e estudou a língua vietnamita sob Francisco de Pina. Três anos depois, ele iniciou uma missão em Tonquim, a pedido de um jesuíta superior em Macau. Em 1627, embarcou a Tonquim, no Vietname onde trabalhou até 1630, até ser forçado a partir. Durante três anos manteve relações próximas com a Corte de Hanói durante os reinados de Trịnh Tùng e Trịnh Tráng. Foi durante esse tempo que ele compôs Ngắm Mùa Chay, uma devoção católica popular até a atualidade, tendo meditado sobre a paixão de Cristo na língua vietnamita. Foi expulso do Vietname em 1630 por Trịnh Tráng que o acusou de ser um espião da família Nguyễn. Rhodes afirmou nos seus relatórios ter convertido mais de seis mil vietnamitas.

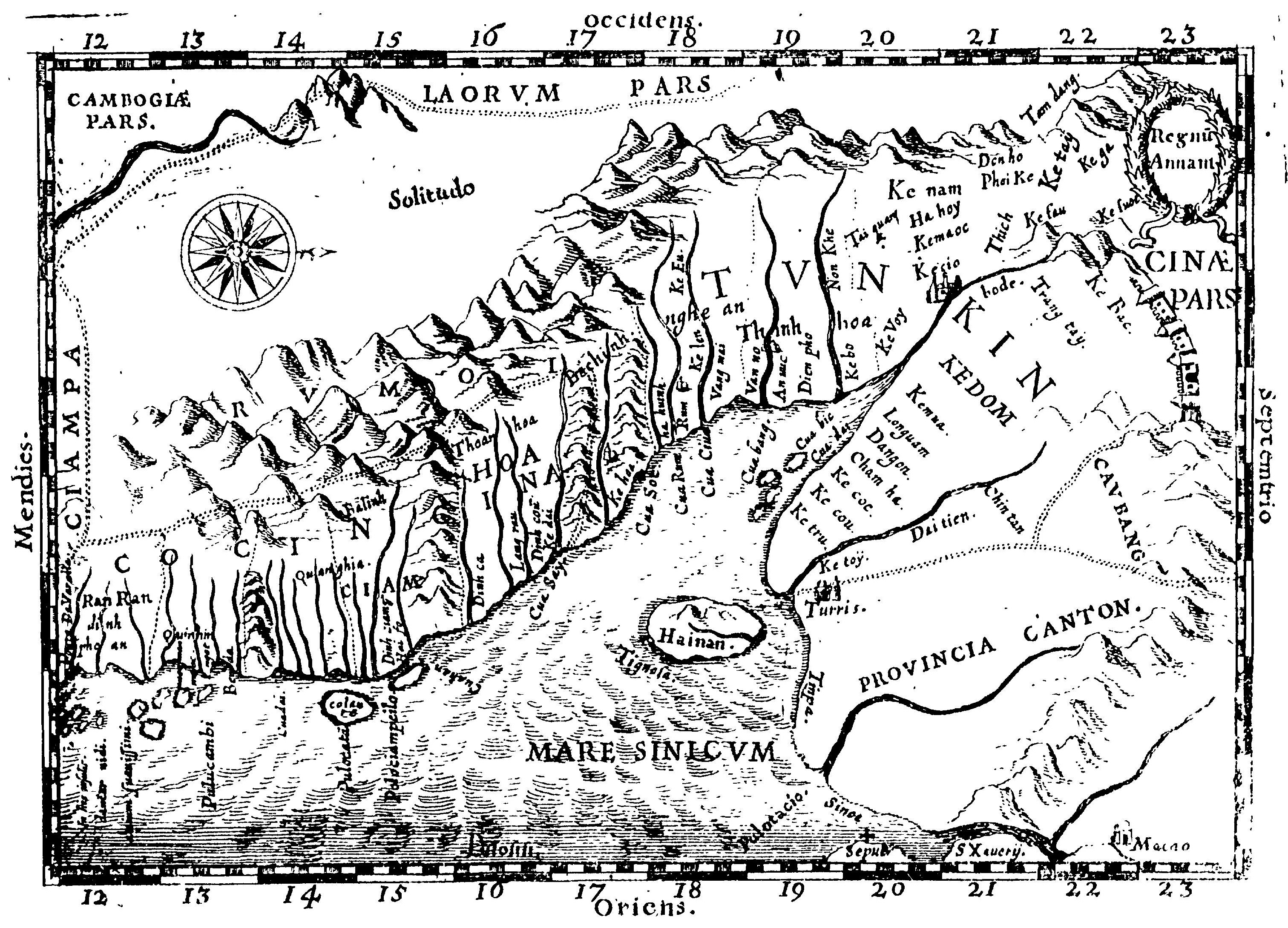
Mapa de "Aname", traçado por Alexandre de Rhodes (1651), que mostra "Cochinchina" (à esquerda) e "Tonquim" (à direita)

Do Vietname, Rhodes foi enviado a Macau colonial portuguesa, onde ele passou dez anos. Após regressar ao Vietname, partiu para as terras dos senhores de Nguyễn, próximas a Huế. Lá ele viveu por seis anos, mas acabou despertando o descontentamento de Nguyễn Phúc Lan, que o condenou à morte.
Após a sua sentença ter sido reduzida ao exílio, Rhodes retornou a Roma em 1649 e pediu um aumento no financiamento de missões católicas do Vietname, contando histórias um tanto exageradas sobre as riquezas naturais encontradas lá. Este apelo de Alexandre de Rhodes originou a criação da Sociedade para as Missões Estrangeiras de Paris em 1659. Nessa conformidade, por não ser possível que os portugueses e nem o papa terem demonstrado interesse no projeto, Alexandre de Rhodes, com o acordo do papa Alexandre VII, encontrou voluntários seculares em Paris como François Pallu e Pierre Lambert de la Motte, os primeiros membros da Sociedade para as Missões Estrangeiras de Paris, que foram enviados ao Extremo Oriente como vigários apostólicos.
Alexandre de Rhodes foi enviado à Pérsia, onde morreu em Ispaão, em 1660, tendo sido sepultado no Cemitério Arménio de Nova Julfa.
Em 1943, a colónia francesa da Indochina emitiu um selo postal de 30c em sua homenagem. Em 2001 o artista vietnamita Nguyen Dinh Dang pintou em homenagem a Alexandre de Rhodes e Nguyen Van Vinh.

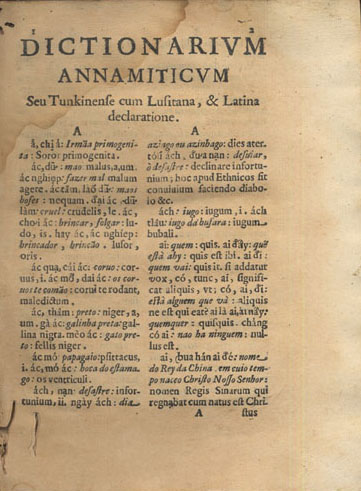
Uma página do dicionário de 1651

## Obra
Enquanto estava no Vietname, Alexandre elaborou um alfabeto vietnamita antigo baseado nas obras dos antigos missionários portugueses. Rhodes compilou um catecismo, Phép giảng tám ngày, e o dicionário de tradução escrito em vietnamita, português e latim, Dictionarium Annamiticum Lusitanum et Latinum. Ambas publicadas em Roma em 1651, as obras de Rhodes refletiram a sua deferência a partir do alfabeto derivado do latim em vez da escrita Nôm. Posteriormente aperfeiçoada como chữ Quốc ngữ, foi a partir do século XX que tornou-se de facto a forma escrita da língua vietnamita. No entanto, o catecismo e os textos devocionais de Jerónimo Maiorica refletiam a favor da escrita chữ Nôm, que foi a escrita dominante da literatura cristã vietnamita até ao século XX.
Alexandre de Rhodes também escreveu vários livros sobre o Vietname e as suas viagens por lá, incluindo:
- Relazione de’ felici successi della santa fede predicata dai Padri della Compagnia di Giesu nel regno di Tunchino (Roma, 1650)
- Tunchinesis historiae libri duo, quorum altero status temporalis hujus regni, altero mirabiles evangelicae predicationis progressus referuntur: Coepta per Patres Societatis Iesu, ab anno 1627, ad annum 1646 (Lião, 1652)
- Histoire du Royaume de Tunquin, et des grands progrès que la prédication de L’Évangile y a faits en la conversion des infidèles Depuis l’année 1627, jusques à l’année 1646 (Lião, 1651)
- Divers voyages et missions du P. Alexandre de Rhodes en la Chine et autres royaumes de l'Orient (Paris, 1653)
- La glorieuse mort d'André, Catéchiste (pub. 1653)